# WFV-Pokal 2006/07
WFV-Pokalsieger 2007 wurde der 1. FC Normannia Gmünd. Im Endspiel am 29. Mai 2007 besiegte die Normannia im Aalener Waldstadion den SSV Ulm 1846. Mit dem Gewinn des WFV-Pokals qualifizierte sich Normannia Gmünd für den DFB-Pokal 2007/08.
Die ersten drei Runden des Pokalwettbewerbs wurden in vier regionalen Gruppen ausgetragen. Ab dem Achtelfinale wurde verbandsweit gespielt.

## Achtelfinale
|                        | Ergebnis              |                       |
| ---------------------- | --------------------- | --------------------- |
| SpVgg Au/Iller         | 0:1                   | SSV Ulm 1846          |
| FV 08 Rottweil         | 1:1 n. V. (3:4 i. E.) | SV Nehren             |
| TV Echterdingen        | 1:7                   | 1. FC Normannia Gmünd |
| TSV Crailsheim         | 3:2                   | Heidenheimer SB       |
| SV Oberroth            | 1:3                   | FSV Hollenbach        |
| SC 04 Tuttlingen       | 2:4                   | 1. FC Frickenhausen   |
| SV Böblingen           | 2:0                   | TSF Ditzingen         |
| SV Stuttgarter Kickers | 0:0 n. V. (5:4 i. E.) | VfR Aalen             |

* Klassentiefere Mannschaften genießen Heimrecht

## Viertelfinale
|                | Ergebnis |                        |
| -------------- | -------- | ---------------------- |
| TSV Crailsheim | 4:1      | SV Stuttgarter Kickers |
| SV Nehren      | 1:2      | 1. FC Normannia Gmünd  |
| SV Böblingen   | 0:2      | SSV Ulm 1846           |
| FSV Hollenbach | 3:1      | 1. FC Frickenhausen    |

* Klassentiefere Mannschaften genießen Heimrecht

## Halbfinale
|                       | Ergebnis |                |
| --------------------- | -------- | -------------- |
| FSV Hollenbach        | 1:3      | SSV Ulm 1846   |
| 1. FC Normannia Gmünd | 3:1      | TSV Crailsheim |

* Klassentiefere Mannschaften genießen Heimrecht

## Finale
| Paarung               | 1. FC Normannia Gmünd – SSV Ulm 1846 |
| Ergebnis              | 2:1 (0:1) |
| Datum                 | 29. Mai 2007 |
| Stadion               | Waldstadion, Aalen |
| Zuschauer             | 1.300 |
| Schiedsrichter        | Florian Steinberg |
| Tore                  | 0:1 Thorsten Rinke (37.) 1:1 Thorsten Schöllkopf (68.) 2:1 Thorsten Schöllkopf (77.) |
| 1. FC Normannia Gmünd | Matthias Gruca, Andreas Hofmann, Michael Kuhn, Ralph Molner, Michael Zimmermann, - Giuseppe Catizone (46. Manuel Grampes), Steffen Kaiser (84. Alexander Kasunic), - Mark Mangold, Benjamino Molinari, Thorsten Schöllkopf, Patrick Krätschmer (71. Marius Jurczyk) |
| SSV Ulm 1846          | Holger Betz, Patrick Huckle (74. Gökhan Gündüz), Patrick Neumann, Gerold Skowranek, Benjamin Barth, Vincenzo Marchese, Sandro Sirigu, Thomas Wünsche (80. Vladimir Manislavić), Miguel Coulibaly, Thorsten Rinke, Timo Trefzger Cheftrainer: Marcus Sorg            |